# Microcerella boetia
Microcerella boetia är en tvåvingeart som beskrevs av Thomas Pape 1990. Microcerella boetia ingår i släktet Microcerella och familjen köttflugor. Inga underarter finns listade i Catalogue of Life.